# Tartaglia

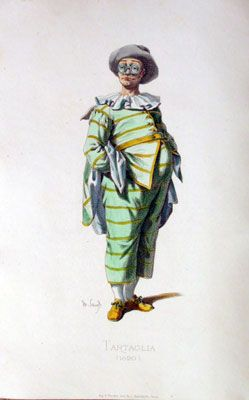
"Tartaglia de stotteraar" (1650), getekend door Maurice Sand. Oorspronkelijk gepubliceerd in Masques et bouffons, une histoire illustrée de la comédie italienne (1862).

Tartaglia is een potsierlijk personage uit de commedia dell'arte.
Hij is bijziend en stottert licht (vandaar zijn naam: tartamudear is Spaans voor stotteren). Hij wordt meestal gerekend tot de oude personages (vecchio) met in een groot aantal verhalen de rol van geliefde (innamorati). Zijn sociale status varieert: zo is hij bijvoorbeeld deurwaarder, advocaat, notaris en apotheker. Toneelschrijver Carlo Gozzi veranderde hem in een staatsman, een rol die nog aan hem kleeft. Tartaglia draagt een grote vilten hoed, een enorme mantel, te grote laarzen, een lang zwaard, soms een gigantische snor en een dikke neus. Zijn kenmerken vormden de basis van Porky Pig en Elmer Fudd. In de opera Le Maschere van Pietro Mascagni komt Tartaglia als een van de personages voor: een stotterende dienaar.
Hij vertegenwoordigt meestal de lagere arbeidersklasse, maar soms ook de midden- of hogere klasse in de commedia dell'arte.